# Navicella Vostok
La Vostok (in russo: Восток, "oriente") è un modello di veicolo spaziale costruito in Unione Sovietica. Il primo volo umano nello spazio venne realizzato con questo veicolo il 12 aprile 1961, dal cosmonauta sovietico Jurij Gagarin.
Il veicolo spaziale fa parte del programma Vostok, nel corso del quale, fra il 1961 ed il 1963, vennero effettuati sei voli umani nello spazio. Altri due voli umani vennero effettuati nel 1964 e 1965 dal veicolo Voskod, che era una versione modificata della Vostok.
Dalla seconda metà degli anni sessanta, entrambi i veicoli vennero sostituiti dal veicolo spaziale Sojuz, ancora in uso nel 2019.

## Sviluppo
Il veicolo spaziale Vostok era stato originariamente pensato per essere usato sia come piattaforma per riprese fotografiche (per il primo programma sovietico di satelliti spia, Zenit) e come veicolo per voli umani. Questo doppio utilizzo era cruciale per ottenere sostegno al programma da parte del Partito Comunista. Il disegno di base della Vostok è rimasto in uso per circa 40 anni, adattato progressivamente a tutta una serie di altri satelliti artificiali. Il concetto del modulo di rientro venne riutilizzato, con ampie modifiche, per il programma Voskhod.

## Progetto
Il veicolo è formato da un modulo di discesa sferico (circa 2,46 tonnellate, diametro di 2,3 metri), che ospita il cosmonauta, gli strumenti ed il sistema di espulsione, e da un modulo di strumentazione conico (massa di circa 2,27 tonnellate, lungo 2,25 metri, largo 2,43 metri), contenente il propellente ed il sistema di propulsione.
Al rientro, il cosmonauta viene eiettato ad una quota di circa 7000 metri ed atterra con il paracadute, mentre la capsula atterra separatamente. Il motivo di questa scelta è che il modulo di rientro atterra in modo molto duro, che avrebbe potuto ferire seriamente il cosmonauta.
Il seggiolino eiettabile viene usato anche come sistema di evacuazione del cosmonauta, in caso di guasto al lanciatore, caso piuttosto probabile, agli albori del programma spaziale. Se un incidente avviene entro i primi 40 secondi dal lancio, il cosmonauta verrebbe semplicemente eiettato dal veicolo e toccherebbe terra con il paracadute. Fra i 40 ed i 150 secondi dal lancio, i controllori di volo avrebbero inviato un comando di spegnimento manuale al lanciatore: il veicolo si sarebbe abbassato di quota, ed una volta raggiunta una quota di sicurezza, il cosmonauta si sarebbe eiettato. Guasti a quote superiori avrebbero comportato il distacco di tutto il veicolo dal lanciatore.
Un problema, mai completamente risolto, era il caso di un guasto nei primi 20 secondi dal lancio, quando il seggiolino eiettabile non avrebbe avuto tempo di aprire il paracadute per la discesa, o il cosmonauta avrebbe potuto trovarsi troppo vicino al razzo in esplosione.
Nel 2001, Molodsov ricordava che il Capo Progettista, Sergei Korolev, era spaventato dalle scarse misure di sicurezza per l'evacuazione del cosmonauta sulla Vostok, nei primi secondi dopo il lancio.
Vi sono stati diversi modelli di Vostok, che hanno portato allo sviluppo della versione per voli umani:

### Vostok 1K
Prototipo del veicolo spaziale.

### Vostok 2K
Veicolo da fotoricognizione e spionaggio. In seguito denominato satellite-spia Zenit.

### Vostok 3KA
La Vostok 3KA fu il veicolo usato per i primi voli umani. Venivano lanciati dal cosmodromo di Baikonur, con il lanciatore Vostok 8K72K. Il primo volo della Vostok 3KA avvenne il 9 marzo 1961. Il primo volo con un equipaggio, costituito da Jurij Gagarin, fu la Vostok 1, che volò il 12 aprile 1961. L'ultimo volo, la Vostok 6, che portava a bordo la prima donna nello spazio, Valentina Tereškova, ebbe luogo il 16 giugno 1963.
Un totale di 8 Vostok 3KA vennero impiegate, sei delle quali con equipaggio umano.
Le caratteristiche tecniche per questa versione sono:
Modulo di rientro: Vostok SA. SA è la sigla di Spuskaemij Apparat - sistema di discesa. Veniva denominato anche "sharik" (piccola sfera).
- Equipaggio: 1
- Diametro della capsula: 2,3 m
- Massa: 2.460 kg
- Massa dello scudo termico: 837 kg
- Equipaggiamento di recupero: 151 kg
- Il paracadute si apre all'altezza di 2,5 km
- Sedile dell'equipaggio e rifornimenti: 336 kg
- L'equipaggio si eietta all'altezza di 7 km
- Accelerazione nel rientro balistico: 8 g (78 m/s²)

Modulo della strumentazione: Vostok PA. PA è la sigla di Priborniy otsek  - modulo della strumentazione.
- Lunghezza: 2,25 m
- Diametro: 2,43 m
- Massa: 2270 kg
- Motore principale (TDU): 397 kg
- Spinta del motore principale: 15,83 kN
- Massa totale: 4730 kg
- Endurance: Supplies for 10 days in orbit
- Lanciatore: Vostok 8K72K
- Orbita tipica: 177 km x 471 km, inclinazione di 64,9°

## Rientro
La capsula Vostok aveva una limitata potenza dei motori: di conseguenza, la traiettoria di rientro e l'orientamento non si potevano controllare, dopo il distacco della capsula dal sistema di propulsione. Questo significava che la capsula doveva essere protetta su tutti i lati dal calore del rientro, da cui il disegno sferico della capsula (contrariamente al disegno conico della Mercury, che permetteva di massimizzare il volume, minimizzando il diametro dello scudo termico). Era possibile un minimo controllo dell'orientamento di rientro della capsula, posizionando il materiale più pesante in modo da spostare il centro di gravità del veicolo, cosa che aumentava anche la possibilità del cosmonauta di sopportare l'accelerazione in posizione orizzontale. Anche così, i cosmonauti sperimentarono anche 8-9 g in fase di rientro.
In caso di guasto ai retrorazzi, il veicolo sarebbe rientrato spontaneamente grazie al decadimento dell'orbita, nel giro di dieci giorni. Al cosmonauta venivano per questo forniti cibo ed ossigeno per sopravvivere in questo intervallo di tempo.